# 21811 Burroughs
21811 Burroughs este un asteroid din centura principală de asteroizi.

## Descriere
21811 Burroughs este un asteroid din centura principală de asteroizi. A fost descoperit pe 5 octombrie 1999 la Goodricke-Pigott de Roy A. Tucker. Asteroidul prezintă o orbită caracterizată de o semiaxă mare de 3,18 ua, o excentricitate de 0,11 și o înclinație de 5,1° în raport cu ecliptica.